# Campodorus variegatus
Campodorus variegatus är en stekelart som först beskrevs av Louis Jurine 1807.
Campodorus variegatus ingår i släktet Campodorus och familjen brokparasitsteklar. Arten är reproducerande i Sverige. Inga underarter finns listade i Catalogue of Life.